# Vezdemarbán
Vezdemarbán ist ein nordspanischer Ort und eine Gemeinde (municipio) mit 439 Einwohnern (Stand: 2024) im Osten der Provinz Zamora der Autonomen Gemeinschaft Kastilien-León.

## Lage
Vezdemarbán liegt etwa 40 Kilometer ostnordöstlich von Zamorin in der kastilischen Hochebene in einer Höhe von etwa 775 m. Das Klima im Winter ist durchaus kalt, im Sommer dagegen warm bis heiß; die spärlichen Regenfälle (ca. 493 mm/Jahr) fallen verteilt übers ganze Jahr.

## Bevölkerungsentwicklung
| Jahr      | 1970 | 1981 | 1991 | 2001 | 2011 | 2021 |
| Einwohner | 1152 | 931  | 694  | 700  | 550  | 448  |

Der deutliche Bevölkerungsrückgang in der zweiten Hälfte des 20. Jahrhunderts ist im Wesentlichen auf die Mechanisierung der Landwirtschaft und den damit einhergehenden Verlust von Arbeitsplätzen zurückzuführen.

## Sehenswürdigkeiten

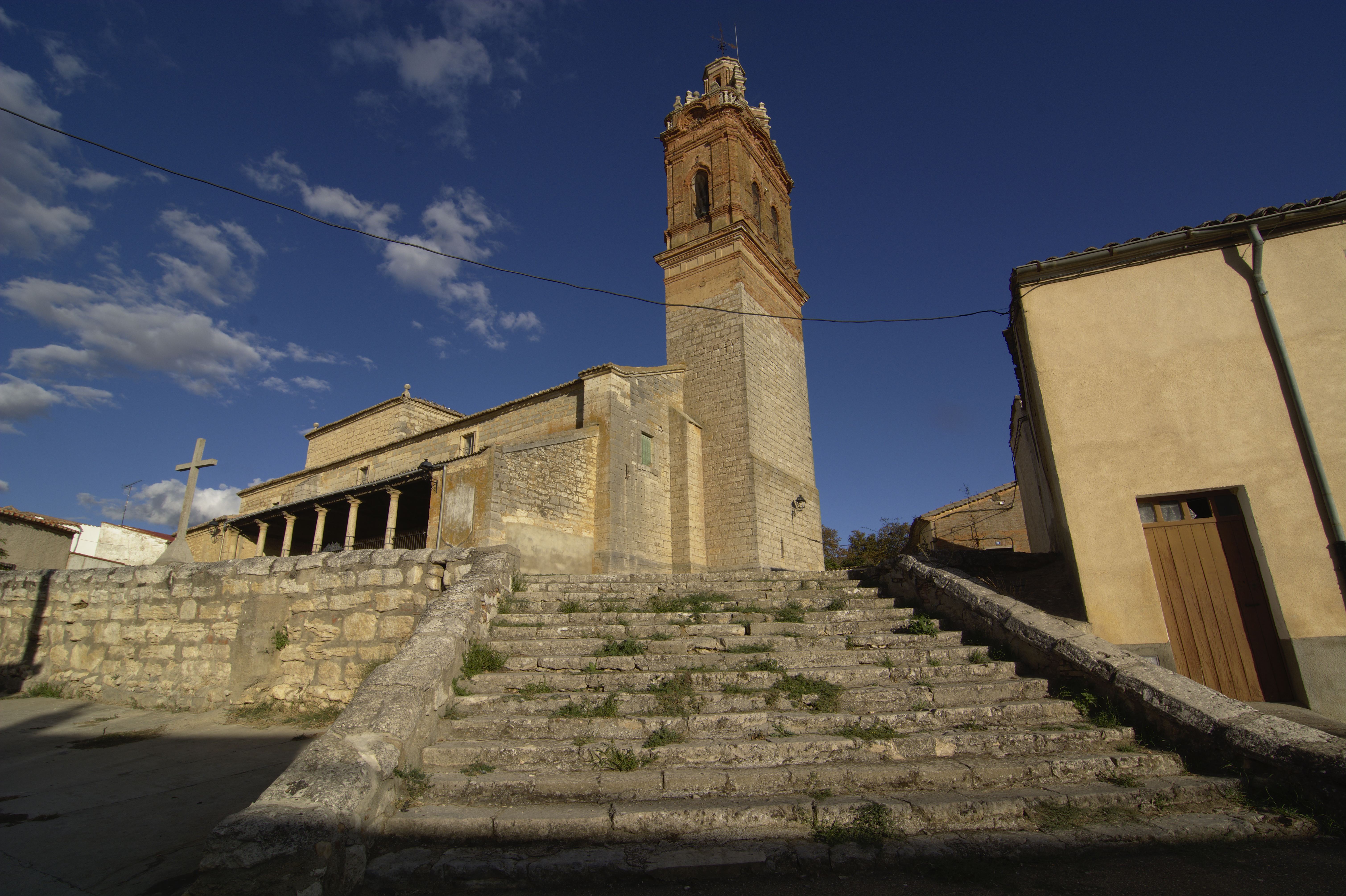
Michaeliskirche
- Wallfahrtskirche

- Michaeliskirche